# Іздебник (Мазовецьке воєводство)
Іздебник (пол. Izdebnik) — село в Польщі, у гміні Гарволін Ґарволінського повіту Мазовецького воєводства.
Населення — 132 особи (2011).
У 1975-1998 роках село належало до Седлецького воєводства.

## Демографія
Демографічна структура станом на 31 березня 2011 року:
|          | Загалом | Допрацездатний вік | Працездатний вік | Постпрацездатний вік |
| -------- | ------- | ------------------ | ---------------- | -------------------- |
| Чоловіки | 67      | 14                 | 47               | 6                    |
| Жінки    | 65      | 16                 | 37               | 12                   |
| Разом    | 132     | 30                 | 84               | 18                   |